# Ipertrofia ventricolare
L'ipertrofia ventricolare è l'aumento di spessore dei ventricoli cardiaci (le camere inferiori del cuore). Sebbene l'ipertrofia ventricolare sinistra sia più comune, l'ispessimento può verificarsi anche nel ventricolo destro o entrambi.
Può essere causato da ipertensione, valvulopatia, o può non avere una causa (idiopatico). Se viene causato da ipertensione o valvulopatia è possibile, curando la causa, che si riduca o scompaia.

## Fisiologia
I ventricoli sono le camere del cuore responsabili del pompaggio del sangue verso i polmoni (ventricolo destro) o al resto del corpo (ventricolo sinistro). L'ipertrofia ventricolare può essere divisa in due categorie: ipertrofia concentrica ed eccentrica.
L'ipertrofia concentrica deriva da fattori capaci di porre sotto stress il cuore come l'ipertensione, malattie cardiache congenite (come la Tetralogia di Fallot), patologie valvolari (come Stenosi aortica e Coartazione dell'aorta) e lesioni primarie del muscolo cardiaco che causa ipertrofia diretta (come la Cardiopatia Ipertrofica). È stato anche suggerito che la causa di molti disturbi cardiaci siano dovuti all'ipertrofia cardiaca a sua volta causata da ipossia dovuta alla respirazione della anidride carbonica atmosferica e al particolato che riducano la sintesi di ATP nei mitocondri delle cellule cardiache. Il minimo comune denominatore di queste patologie consta nell'aumento della pressione delle camere ventricolari. Ad esempio, nella Tetralogia di Fallot il ventricolo destro è ipertrofico in conseguenza della stenosi polmonare e del difetto del setto interventricolare. In modo similare, in caso di ipertensione, il ventricolo sinistro è costretto a lavorare maggiormente per sopperire all'aumento di pressione del sistema vascolare e risponde ispessendo le pareti del miocardio per resistere all'aumentato stress.
L'ipertrofia concentrica è caratterizzata dall'aggiunta in parallelo di sarcomeri (unità contrattili dei cardiomiciti). Il risultato è un ispessimento della massa muscolare (il cuore può aumentare la sua massa fino al 150%) cui, tuttavia, non corrisponde un aumento della capacità di pompaggio, poiché non segue un analogo aumento della vascolarizzazione a supporto. Si ha, di conseguenza, un aumentato rischio di ischemia subendocardica.
L'ipertrofia eccentrica (ipertrofia fisiologica o "cuore d'atleta") è invece ritenuta la normale risposta al sano esercizio o alla gravidanza, che si traduce in un aumento della massa muscolare del cuore e della capacità di pompaggio. Esso è dovuto ad un aumento del "volume di carico" sia per un aumento del ritorno sanguigno causato dall'esercizio fisico sia per un aumento del volume sanguigno assoluto durante la gravidanza.
L'ipertrofia eccentrica è caratterizzata dall'aggiunta in serie di sarcomeri, che permette al cuore di contrarsi con maggior vigore. Gli atleti arrivano così a possedere un cuore la cui massa ventricolare può essere il 60% più grande rispetto ai non atleti. Rematori, ciclisti e sciatori di fondo tendono ad avere le pareti cardiache più grandi, con uno spessore medio della parete ventricolare sinistra di 1,3 centimetri, rispetto agli 1,1 centimetri medi riscontrabili negli adulti. Lo spessore delle pareti del cuore può essere misurato attraverso l'ecografia o la tomografia computerizzata; questa seconda risulta essere più precisa nella misura, ma è anche più costosa ed espone a un rischio dovuto all'utilizzo di radiazioni ionizzanti.
Nella maggior parte delle situazioni sopra descritte, l'aumento dello spessore della parete ventricolare è un processo lento. Tuttavia, in alcuni casi può avvenire una ipertrofia "marcata e rapida".